# Lanius bucephalus
El alcaudón bucéfalo (Lanius bucephalus) es una especie de ave paseriforme de la familia Laniidae propia del este de Asia. Se distribuye por China, Corea, el extremo sudoriental de Rusia y Japón.

## Subespecies
- Lanius bucephalus bucephalus
- Lanius bucephalus sicarius